# Gessyella latridopsis
Genre
Espèce
Synonymes
- Capillaria latridopsis Johnston & Mawson, 1945 (protonyme)

Gessyella latridopsis, unique représentant du genre Gessyella, est une espèce de nématodes de la famille des Capillariidae et parasite de poissons.

## Description
Le stichosome est constitué d'une unique rangée de stichocytes. Chez le mâle, l'extrémité postérieure est pourvue de palettes caudales. La bourse membraneuse est soutenue par deux papilles latérales lobulées et deux grandes projections dorso-latérales. Le spicule est parcouru de nombreuses rainures transversales et sa gaine est épineuse. Les œufs sont supposés protégés par des capsules spéciales.

## Hôtes
Gessyella latridopsis parasite des poissons. Elle est initialement décrite chez l'espèce Latridopsis forsteri d'Australie, et a également été trouvée dans le rectum de Nemadactylus bergi.

## Taxonomie
L'espèce est décrite en 1945 par le zoologiste australien Thomas Harvey Johnston et la parasitologue Patricia Mawson, fille de Douglas Mawson, sous le protonyme de Capillaria latridopsis. Elle est déplacée pour un genre propre, Gessyella, par João Ferreira Teixeira de Freitas en 1959. Dans sa révision des Capillariidae de 1982, le parasitologiste tchèque František Moravec considère douteuse la validité du genre Gessyella, mais le considère valide en 1987. G. latridopsis est le seul représentant du genre Gessyella. Les types originaux — un mâle et une femelle — étant des spécimens incomplets, l'espèce est redécrite en 2009.